# Stanisław Sosabowski
Stanisław Sosabowski, född 8 maj 1892, död 25 september 1967, var en polsk militär. Han var befälhavare över de polska trupperna under Operation Market Garden.

## Utmärkelser
- Riddare av Polonia Restituta,  2 maj 1923
- Polska självständighetskorset,  9 oktober 1933
- Polska litteraturakademins silverlaurel,  7 november 1936
- Polens gyllene förtjänstkors,  19 mars 1937
- Kommendör av 2 klass av Brittiska imperieorden,  1943
- Kommendör med stjärna av Polonia Restituta,  1988
- Bronslejonet,  31 maj 2006[1]
- Vita örnens orden,  6 november 2018
- Bronsmedalj för långvarig tjänst
- Silvermedalj för långvarig tjänst
- Officer av Rumänska kronorden
- Defence Medal[1]
- Officer av Vita örns orden
- Förtjänstkors med svärd
- Gyllene förtjänstkors med svärd
- War Medal 1939–1945[1]
- Medalj för tio år av återvunnen frihet
- Tapperhetskorset
- Krigsminnesmedalj 1918–1921
- Silverkors av Virtuti Militari
- France and Germany Star[1]

[Redigera Wikidata]